# Jozef Moravčík
Jozef Moravčík (Očová, 19 marzo 1945) è un politico slovacco.
È stato Presidente del Governo della Repubblica Slovacca dal marzo al dicembre 1994, secondo politico a ricoprire questa carica dopo Vladimír Mečiar dall'indipendenza del Paese.
Dal marzo 1993 al marzo 1994 è stato ministro degli Affari Esteri. In tale ruolo è stato preceduto da Milan Kňažko: gli è succeduto Eduard Kukan.
Inoltre ha ricoperto la carica di sindaco della città di Bratislava dal 1998 al 2002.